# Dampierre (Alt Marne)
Dampierre és un municipi francès situat al departament de l'Alt Marne i a la regió del Gran Est. L'any 2007 tenia 361 habitants.

## Demografia

### Població
El 2007 la població de fet de Dampierre era de 361 persones. Hi havia 140 famílies de les quals 32 eren unipersonals (12 homes vivint sols i 20 dones vivint soles), 60 parelles sense fills, 44 parelles amb fills i 4 famílies monoparentals amb fills.
La població ha evolucionat segons el següent gràfic:
Habitants censats

### Habitatges
El 2007 hi havia 185 habitatges, 144 eren l'habitatge principal de la família, 15 eren segones residències i 26 estaven desocupats. 182 eren cases i 2 eren apartaments. Dels 144 habitatges principals, 114 estaven ocupats pels seus propietaris i 30 estaven llogats i ocupats pels llogaters; 4 tenien dues cambres, 21 en tenien tres, 36 en tenien quatre i 83 en tenien cinc o més. 114 habitatges disposaven pel capbaix d'una plaça de pàrquing. A 49 habitatges hi havia un automòbil i a 80 n'hi havia dos o més.

### Piràmide de població
La piràmide de població per edats i sexe el 2009 era:
| Homes | Edats   | Dones |
| ----- | ------- | ----- |
| 0     | 95 o +  | 0     |
| 0     | 90 a 94 | 0     |
| 4     | 85 a 89 | 8     |
| 12    | 80 a 84 | 4     |
| 16    | 75 a 79 | 16    |
| 4     | 70 a 74 | 24    |
| 0     | 65 a 69 | 0     |
| 4     | 60 a 64 | 4     |
| 0     | 55 a 59 | 4     |
| 12    | 50 a 54 | 8     |
| 28    | 45 a 49 | 20    |
| 20    | 40 a 44 | 8     |
| 8     | 35 a 39 | 24    |
| 16    | 30 a 34 | 4     |
| 8     | 25 a 29 | 16    |
| 12    | 20 a 24 | 0     |
| 20    | 15 a 19 | 20    |
| 12    | 10 a 14 | 12    |
| 12    | 5 a 9   | 8     |
| 8     | 0 a 4   | 28    |

## Economia
El 2007 la població en edat de treballar era de 226 persones, 180 eren actives i 46 eren inactives. De les 180 persones actives 171 estaven ocupades (101 homes i 70 dones) i 9 estaven aturades (2 homes i 7 dones). De les 46 persones inactives 18 estaven jubilades, 11 estaven estudiant i 17 estaven classificades com a «altres inactius».

### Ingressos
El 2009 a Dampierre hi havia 145 unitats fiscals que integraven 361 persones, la mediana anual d'ingressos fiscals per persona era de 16.005 €.

### Activitats econòmiques
Dels 9 establiments que hi havia el 2007, 2 eren d'empreses extractives, 1 d'una empresa alimentària, 2 d'empreses de fabricació d'altres productes industrials, 2 d'empreses de transport, 1 d'una empresa d'hostatgeria i restauració i 1 d'una empresa classificada com a «altres activitats de serveis».
Dels 2 establiments de servei als particulars que hi havia el 2009, 1 era una oficina de correu i 1 restaurant.
L'únic establiment comercial que hi havia el 2009 era una fleca.
L'any 2000 a Dampierre hi havia 11 explotacions agrícoles que ocupaven un total de 1.232 hectàrees.

## Equipaments sanitaris i escolars
El 2009 hi havia una escola elemental.

## Poblacions més properes
El següent diagrama mostra les poblacions més properes.